# Пані та почвара
«Пані та почвара» (англ. «The Lady and the Monster») — американський науково-фантастичний фільм жахів 1944 року режисера Джорджа Шермана з Вірою Ролстон, Річардом Арленом та Еріхом фон Штрогеймом у головних ролях. Кінострічка розповідає про спроби зберегти мозок мультимільйонера після його смерті, щоб створити телепатичного монстра, чоловік заволодіває свідомістю асистента медика, а «пані» в заголовку доводиться з ним боротися.

## Сюжет
Професор Франц Мюллер — гордий власник власноруч збудованої передової наукової лабораторії, розташованої у старовинному замку посеред сухої аризонської пустелі. Мюллер спеціалізується на дослідженнях людського мозку та одержимо проводить експерименти над мозковою тканиною, вважаючи, що людський мозок можна зберегти навіть після смерті людини. Він також вважає, що знання, які містяться в мозку померлої людини, можуть бути передані іншій людині. У спробах довести свою теорію Мюллеру допомагають інший вчений Патрік Корі та його молода чехословацько-американська підопічна Дженіс Фаррелл. Мюллер з болем усвідомлює, що його асистентів тягне один до одного, але оскільки сам Мюллер закоханий в Дженіс, він робить все, що в його силах, в тому числі зловживає своїм становищем керівника, щоб доручити Корі додаткову нічну роботу і використовувати той факт, що молодий чоловік занадто відданий своїй роботі, щоб розлучити двох голубків і поліпшити свої власні шанси. Коли одного разу вночі в пустелі неподалік від лабораторії розбивається літак, рейнджери, які розслідують причину катастрофи, просять Мюллера подбати про єдиного вцілілого чоловіка, поки не прибуде лікар. Чоловік помирає до прибуття лікаря і його оголошують мертвим. Лікар, доктор Мартін, запевняє Мюллера, що наступного дня за тілом приїде хтось, хто подбає про нього, але в очікуванні цієї людини Мюллер вирішує перевірити свою теорію про підтримку роботи мозку. За допомогою своїх приладів Мюллеру вдається виявити, що мозок чоловіка все ще досить живий, щоб ним можна було користуватися. Перед тим, як тіло буде вилучено, вони з Корі видаляють мозок. Вони також визначають, що тіло належить сумнозвісному інвестиційному банкіру, на ім'я Вільям Донован, оглянувши одяг загиблого.
Вранці дружина покійного банкіра, пані Хлоя Донован, приїжджає з адвокатом сім'ї Юджином Фултоном, щоб забрати залишки з замку. Після прибуття адвокат запитує Мюллера про останні слова покійного Донована, на що Мюллер відповідає, що їх не було, оскільки чоловік помер, не приходячи до тями після аварії. Не вірячи в повну правдивість слів Мюллера, Фултон залишається в сусідньому районі для подальшого розслідування останніх годин життя Донована перед тим, як його було оголошено мертвим. Попри благання Дженіс, Корі наполягає на тому, щоб залишитися в замку, щоб закінчити експеримент з мозком. Шпигуючи за замком, Фултон дізнається, що мозок Донована все ще знаходиться в контейнері, але він не вживає заходів, щоб забрати його у вчених, а дозволяє їм продовжувати експеримент, добре знаючи, що Донован не залишив дружині ні копійки у своєму заповіті. У Фултона є свій інтерес у цій справі, оскільки він є коханцем пані Донован, і він потай сподівається, що вченому вдасться змусити мозок запрацювати, і він зможе витягти інформацію про те, де пан Донован сховав свої статки. Коли Мюллер і Корі обробляють мозок плазмою, він набуває здатності спілкуватися зі світом за допомогою телепатії. Мозок повідомляє Корі, що він повинен вирушити удо федеральної в'язниці Лос-Анджелеса. Стимуляція плазмою продовжується все більшими й більшими дозами, хоча Дженіс намагається перервати лікування, і незабаром мозок Корі повністю захоплює мозок покійного Донована. Повністю під впливом мозку Корі потрапляє до федеральної в'язниці Лос-Анджелеса, де йому вдається зняти готівку з одного з прихованих рахунків Донована. Йому також вдається переконати поліцію відновити розслідування проти засудженого вбивці, на ім'я Роджер Коллінз. Все ще перебуваючи під впливом Донована, Корі відвідує Роджера Коллінза у в'язниці.
Мозок Донована продовжує повністю контролювати Корі. Через Корі він намагається змусити Фултона допомогти звільнити Коллінза з в'язниці, але Фултон відмовляється, стверджуючи, що докази проти нього занадто переконливі. Свідком злочину стала підліток, на ім'я Мері Лу, і поки вона дотримується своїх свідчень, докази проти нього надто сильні. Намагаючись звільнити Корі від впливу мозку Донована, Дженіс дізнається від слідчого Ґраймса, найнятого пані Донован і Фултоном, що Корі намагається підкупити свідків, щоб ті відмовилися від своїх показань. Ґраймс знає про брудні справи Донована і вважає, що може існувати зв'язок між Коллінзом і попередніми спробами Донована позбутися небажаних бізнес-партнерів. Він також підозрює, що Донован спробує позбутися Мері Лу таким же чином, використовуючи тіло Корі. Виявляється, він правий у своїх підозрах, оскільки Корі змушує Дженіс їхати з ним в машині, коли він намагається переїхати Мері Лу. Коли вона зупиняє його, він намагається вбити її. У нападі ревнощів економка Мюллера і коханка-помічниця вводить в мозок заспокійливі препарати й він втрачає контроль над Корі, який приходить до тями. Прокинувшись, Корі розповідає Дженіс, що Коллінз насправді є невідомим сином Донована, і що саме Донован скоїв вбивство, за яке був засуджений Коллінз. Повернувшись до замку в Аризоні, Корі намагається перервати експеримент, але йому заважає Мюллер. Вони б'ються, Мюллер отримує кулю від економки, а мозок розбивається об підлогу. Корі допомагає звільнити Коллінза, а Дженіс чекає, коли він відбуде короткий термін ув'язнення за участь в експерименті з мозком.

## Акторський склад
- Віра Ролстон — Дженіс Фаррелл
- Річард Арлен — доктор Патрік Корі
- Еріх фон Штрогейм — професор Франц Мюллер
- Гелен Вінсон — Хлоя Донован
- Мері Неш — пані Фейм, економка
- Сідні Блекмер — Юджин Фултон
- Джанет Мартін — співачка в кафе
- Вільям Генрі — Роджер Коллінз
- Чарльз Кейн — пан Ґраймс
- Хуаніта Квіґлі — Мері Лу
- Жозефіна Діллон — бабуся Мері Лу
- Антоніо Тряна — Антоніо Тряна
- Лола Монтес — Лола Монтес

## Виробництво
Фільм мав декілька робочих назв, включаючи «Мозок Донована», «Замок чудовиська», «Чудовисько» та «Звір». Він був заснований на романі Курта Сіодмака «Мозок Донована», опублікованому в 1943 році. Серед акторів були Жозефіна Діллон, у своїй першій ролі в кіно за більш ніж десять років, і колишня фігуристка Віра Ролстон у своєму першому драматичному виконанні в кіно.
Фільмування стрічки розпочалися 18 жовтня, а завершилися на початку листопаду 1943 року.

## Прем'єра
Кінотеатральний прокат фільму «Пані та почвара» здійснювала компанія Republic Pictures Corporation. Вперше фільм був показаний в Лос-Анджелесі 30 березня 1944 року, а в Нью-Йорку — 7 квітня 1944 року. Ширший прокат відбувся 17 квітня 1944 році. У Великій Британії фільм вийшов під назвою «Пані та лікар». 1949 року фільм був перероблений і перевиданий під назвою «Людина-тигр».

## Критика
Із сучасних рецензій, рецензент The New York Times прокоментував, що, на відміну від першотвору, фільм не має назви, що інтригує, а також стрічка потребує більше правдоподібності та інший темп.
З ретроспективних оглядів, фільм отримав дві з половиною зірки від Leonard Maltin's Movie Guide, назвавши його «досить непоганим охолоджуючим фільмом». Джеймс Роберт Періш і Майкл Піттс у своїй книзі «Великі науково-фантастичні фільми» назвали фільм «легкою розвагою», а Еріх фон Штрогейм забезпечив «деякі моменти, що змушують пережовувати сцену в його інтенсивній характеристиці професора Франца Мюллера».